# Regalia: The Three Sacred Stars
Regalia: The Three Sacred Stars (レガリア The Three Sacred Stars?, Regaria: The Three Sacred Stars, lett. "Regalia: le tre stelle sacre") è una serie televisiva anime prodotta dalla Actas per la regia di Susumu Tosaka, trasmessa in Giappone dal 7 luglio al 24 novembre 2016.

## Personaggi
Yuinshiel Asteria (ユインシエル・アステリア?, Yuinshieru Asuteria)
Doppiata da: Kaede Hondo
Rena Asteria (レナ・アステリア?, Rena Asuteria) / Magna Alecto (マグナ・アレクト?, Maguna Arekuto)
Doppiata da: Ayane Sakura
Sara Kleis (サラ・クレイス?, Sara Kureisu)
Doppiata da: Yurika Kubo
Tia Kleis (ティア・クレイス?, Tia Kureisu) / Aurea Tisis (アウリア・ティシス?, Auria Tishisu)
Doppiata da: Yui Ogura
Ingrid Tiesto (イングリッド・ティエスト?, Inguriddo Tiesuto)
Doppiata da: Asami Seto
Kei Tiesto (ケイ・ティエスト?, Kei Tiesuto) / Xeno Megaera (ゼノ・メガエラ?, Zeno Megaera)
Doppiata da: Nao Tōyama
Retsu Narumi (レツ・ナルミ?)
Doppiata da: Hisako Kanemoto
Johann (ヨハン?, Yohan)
Doppiata da: Megumi Ogata
Aoi Konoe (アオイ・コノエ?)
Doppiata da: Azumi Asakura
Naru Arisaka (ナル・アリサカ?)
Doppiata da: Yuka Iguchi
Margaret Burnley (マーガレット・バーンリー?, Māgaretto Bānrī)
Doppiata da: Masako Katsuki
Jonathan Marshall (ジョナサン・マーシャル?, Jonasan Māsharu)
Doppiato da: Hiroshi Yanaka
Theodore Moore (テオドア・ムーア?, Teodoa Mūa)
Doppiato da: Hidenari Ugaki
Edmond Morales (エドモンド・モラレス?, Edomondo Moraresu)
Doppiato da: Taketora
Johnny Muppet (ジョニー・マペット?, Jonī Mapetto)
Doppiato da: Junji Majima

## Produzione
Il progetto anime originale è stato annunciato dalla Infinite il 19 marzo 2016. La serie televisiva, prodotta dalla Actas e diretta da Susumu Tosaka, aveva iniziato la messa in onda il 7 luglio 2016, ma dopo essere stata interrotta al quarto episodio, è stata ritrasmessa da capo dal 1º settembre al 24 novembre dello stesso anno. Le sigle di apertura e chiusura sono rispettivamente Divine Spell di True e Patria di Minami Kuribayashi. In Italia gli episodi saranno trasmessi in streaming su YouTube da Yamato Video, mentre in America del Nord i diritti sono stati acquistati da Funimation.

### Episodi
| Nº | Titolo italiano Giapponese 「Kanji」 - Rōmaji | In onda           | In onda |
| Nº | Titolo italiano Giapponese 「Kanji」 - Rōmaji | Giapponese        |         |
| 1  | Sorelle 「姉妹」 - Shimai                     | 7 luglio 2016     |         |
| 2  | Dichiarazione 「宣告」 - Senkoku              | 14 luglio 2016    |         |
| 3  | Sincerità 「真心」 - Magokoro                 | 21 luglio 2016    |         |
| 4  | Vuoto 「虚勢」 - Kyosei                       | 28 luglio 2016    |         |
| 5  | Contrattacco 「反撃」 - Hangeki               | 29 settembre 2016 |         |
| 6  | Dio Macchina 「神機」 - Jinki                 | 6 ottobre 2016    |         |
| 7  | Passato 「過去」 - Kako                       | 13 ottobre 2016   |         |
| 8  | Ritorno 「帰還」 - Kikan                      | 20 ottobre 2016   |         |
| 9  | Eredità 「継承」 - Keishō                     | 27 ottobre 2016   |         |
| 10 | Solitudine 「孤立」 - Koritsu                 | 3 novembre 2016   |         |
| 11 | Carcere 「牢獄」 - Rōgoku                     | 10 novembre 2016  |         |
| 12 | Riconquista 「奪還」 - Dakkan                 | 17 novembre 2016  |         |
| 13 | Famiglie 「家族」 - Kazoku                    | 24 novembre 2016  |         |